# Косухин, Анатолий Николаевич
Анато́лий Никола́евич Косу́хин (30 января 1925, Симферополь — 16 ноября 1988, Симферополь) — советский подпольщик, возглавлял в 1943—1944 годах молодёжную Симферопольскую подпольную организацию.
После войны работал преподавателем, профессор, ректор Тюменского индустриального института, директор научно-исследовательского и проектного института НИФИЭСУ Миннефтегазстроя, начальник Главного управления по использованию технических средств обучения Министерства высшего и среднего специального образования СССР. Ранен, награждён правительственными наградами.

## Биография
Родился 30 января 1925 года в Симферополе. Отец — Николай Иванович Косухин (1888 — ?), русский. Мать — учительница начальной школы Мария Павловна Вергили-Косухина (1902, Екатеринослав — 1955), из крестьян. С 1937 года проживал с матерью и отчимом Стефаном Михайловичем Вергили (1898, Феодосия — 1948), учителем средней школы. В июле 1941 года вступил в комсомол. Окончить 9 школу не успел, с октября 1941 началась оккупация Симферополя.

### В Симферопольской подпольной организации
Первые молодёжные организации Симферополя (группа Н. Долетова и др.) были разгромлены гестапо к лету 1942. Другие стихийные патриоты не имели связи с лесом и сведений с большой земли. В мае 1943 года по инициативе Бориса Хохлова и Анатолия Косухина в доме по улице Нижнегоспитальной у Лиды Трофименко (секретарь комсомола Симферопольской школы № 14; её отец был расстрелян за невыход на работу), состоялась конспиративная встреча в составе: Борис Хохлов, Владлен Батаев, Семен Кусакин, Зоя Рухадзе, Зоя Жильцова, Шура Цурюпа, Лида Трофименко. Секретарем подпольной комсомольской организации избрали С. Кусакина.
Анатолий стал её активным членом. Подпольщики размножали сводки Совинформбюро из собранного лично Косухиным в конце декабря 1941 радиоприемника. Реплика этого приемника сейчас хранится в музее Тюменского государственного индустриального университета. Была создана типография, благодаря помощи Вани Нечипаса и правщика-наборщика Н. М. Решетова, работавших в немецкой типографии, её оборудовали в июне 1943 прямо в доме Анатолия Косухина (позднее, кроме шрифта, появились верстатка и пробельный материал). 8 июня 1943 года выпускается первая листовка тиражом 200 экземпляров. Выпускались газета «Вести с Родины», листовки «К молодежи Крыма», «С Новым годом, товарищи!». Всего вышла 21 листовка общим тиражом 15000 экземпляров. После установления контакта с партизанским лесом С. Кусакин по доносу тайного агента гестапо Солдатова 13 июля 1943 года был арестован. Организацию возглавил Б. Хохлов, его заместителем стал А. Косухин.
Позднее их так опишет в книге «Побратимы» Н. Д. Луговой.

 «…Дела в подполье у нас не в порядке. Прошли аресты…Часть людей потеряна. Некоторые растерялись. Другие продолжают работать. Их немало: организация „дяди Яши“, молодёжная организация Бориса Хохлова — Анатолия Косухина…»
В конце сентября 1943 года Косухин, возглавивший к тому времени организацию, встретился в расположении 1-й партизанской бригады с секретарем областного подпольного партийного центра П. Р. Ямпольским (подпольная кличка «Мартын») и членом центра Н. Д. Луговым. Он получил радиоприемник и батареи, магнитные мины и пистолет лично от Лугового. С 1943 года Косухин — член ВКП(б).
Члены Симферопольской подпольной организации под руководством А. Косухина проводили диверсии, совершили более тридцати операций. Было уничтожено более 250 тонн топлива, сожжено 20 автомобилей, взорвано более 40 вагонов с вооружением. Подпольщики неоднократно саботировали отправку молодежи в Германию на трудовые повинности, освобождали военнопленных и арестованных из мест заключения и переправляли их в лес в партизанские отряды. 2 января 1944 года Анатолий Косухин овладел вражеским обмундированием и на следующий вечер с пятью партизанами, переодевшись в немецкую форму, проникли в немецкий госпиталь и освободили советских военнопленных офицеров.
В марте 1944 года гитлеровцам удалось выйти на след подпольной организации. Была арестована З. Рухадзе. В связи с угрозой ареста руководством подпольного городского комитета ВКП(б) в лес было переправлено более 22 подпольщиков с членами семей. Многие вошли в 17-й «За победу» и 18-й «За Родину» отряды 1-й бригады «Грозная» Северного соединения (командир Ф. И. Федоренко): Петя Бражников, Толя Басс, Борис Еригов, Женя Федотова, Володя Енджеяк, Женя Демченко, Митя Скляров, Леня Мищенко, Марфа Кичатова, Николай Лущенко. А. Косухин и В. Бабий были прикомандированы к штабу Северного соединения, им поручалась связь с оставшимися в Симферополе членами организации (две группы для ведения агитации, руководитель Я. Морозов).
В марте 1944 года, незадолго до освобождения Симферополя, Анатолий при совершении диверсии получил сильную контузию и с апреля по июль 1944 года находился на излечении в госпитале. Был представлен в званию Героя Советского Союза, но указ не был подписан. К ордену Красного Знамени была представлена и его мать — Вергили-Косухина Мария Павловна. Получил медаль «За победу над Германией в Великой Отечественной войне 1941—1945 гг.»

### Опала
В 1947 году вышла книга И. А. Козлова «В крымском подполье», её автор становится лауреатом Сталинской премии. В книге сказано, что Анатолий Косухин и его соратники из СПО «недисциплинированны, самонадеянны, не прислушивались к мудрому руководству партии, имели подозрительные связи с агентами гестапо…». Книга издается большими тиражами в центральных издательствах, но в Крыму были живы подпольщики и она вызвала возмущение. 14 июня 1947 года в Крымском обкоме ВЛКСМ проходит специальное заседание. Присутствующие: секретарь обкома ВЛКСМ Г. В. Ивановский, писатель И. А. Козлов; руководящие работники обкома и подпольщики: В. М. Алтухов, П. М. Бражников, B. C. Долетов, В. И. Енджияк, И. Ф. Нечипас, Я. А. Морозов, Е. Е. Островская, Л. M. Трофименко, А. Д. Цурюпа, О. Ф. Шевченко. В архивах имеется стенограмма:
И. А. Козлов:

Ведь семья Косухиных загадочная, не внушает политического доверия. Семья принадлежит к зажиточным, сама Мария Павловна пишет, что она эвакуироваться не хотела, потому что дедушка с бабушкой заявили, что хотят умереть в своем гнезде…
…Теперь сам Толя. Как только немецкая школа открылась, пошел учиться. И даже генерал Клейст ему сам пожимал руку. Из 1-й школы вышла группа диверсантов, из 14-й — организаторы комсомольской организации. Толя Косухин учился в 9-й школе. Что дала эта 9-я школа?"
Виктор Долетов:

«Человек, о котором говорят, не присутствует. На него тут поклеп может быть на девяносто процентов. Я считаю, было бы правильнее об этом говорить при нём… . Выходит, что Косухин вел себя будучи командиром отряда недисциплинированно. Получается странным, а почему же его Петр Романович [Ямпольский] из подпольного центра не выгнал?»
Г. В. Ивановский:

«..Хотел или не хотел Косухин, но вел раскольническую линию по отношению к партийному руководству. И толкал на этот путь вас, а вы не замечали и сейчас этого не понимаете. Он и сам может быть, не хотел, но, игнорируя указания партийного характера по существу вел раскольническую линию… …Совещание, которое мы с вами провели, не для огласки, а для вашего сведения. Я должен сказать, что с выставки, в Москве в ЦК комсомола, снял портрет Анатолия Косухина ещё до выхода книги в свет.
В качестве итога. От матери Толи держаться подальше. К словам её не прислушиваться — это первое. Второе — с пьедестала убрать Косухина. Вы должны учесть, что в связи с выходом книги Козлова многое переменилось и молодежную организацию вы должны показывать, как в книге.»
В итоге Косухины покинули Крым, а орден Ленина Анатолий Николаевич получил только к 20-летию Победы в 1965 году, когда произошёл подъём интереса к изучению партизанского движения Крыма, прошла большая научная военно-историческая конференция в Симферополе. Роль СПО и А. Косухина была пересмотрена и вышел целый ряд положительных публикаций.

### Послевоенное образование и работа
В 1951 году Анатолий закончил Московский энергетический институт и был отправлен работать инженером-конструктором на Уральский турбомоторный завод в Свердловск.
В 1952 году становится ассистентом кафедры строительной механики Уральского политехнического института, позднее — старшим преподавателем. В 1963 году защитил кандидатскую диссертацию на тему «Практический метод расчета прямоугольных пластин и некоторых тонкостенных пространственных систем», доцент с 1964 года.

### На преподавательской и руководящей деятельности в Тюмени

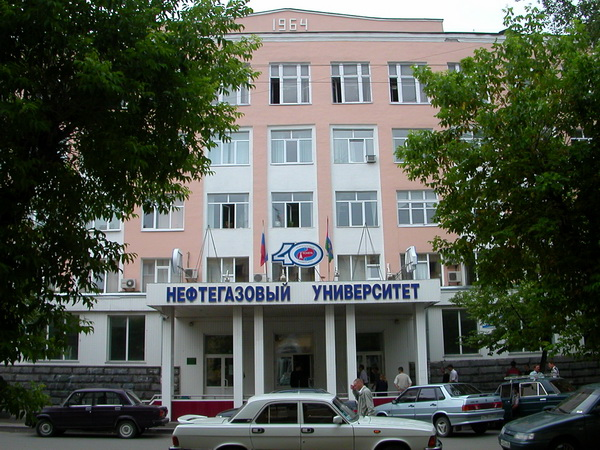
Тюменский индустриальный университет

В 1964 году был назначен ректором Тюменского индустриального института, созданного в 1963 году. Анатолий Николаевич имел высокие деловые и организаторские способности, что позволило обеспечить быстрое развитие ВУЗа. Ему удалось собрать сплоченный научно-педагогический коллектив, развить материальную базу. Организованы факультеты: нефтегазопромысловый, механический, геологоразведочный, химико-технологический, электромеханический, транспортный, вечерний и заочный, открыт УКП в Сургуте.

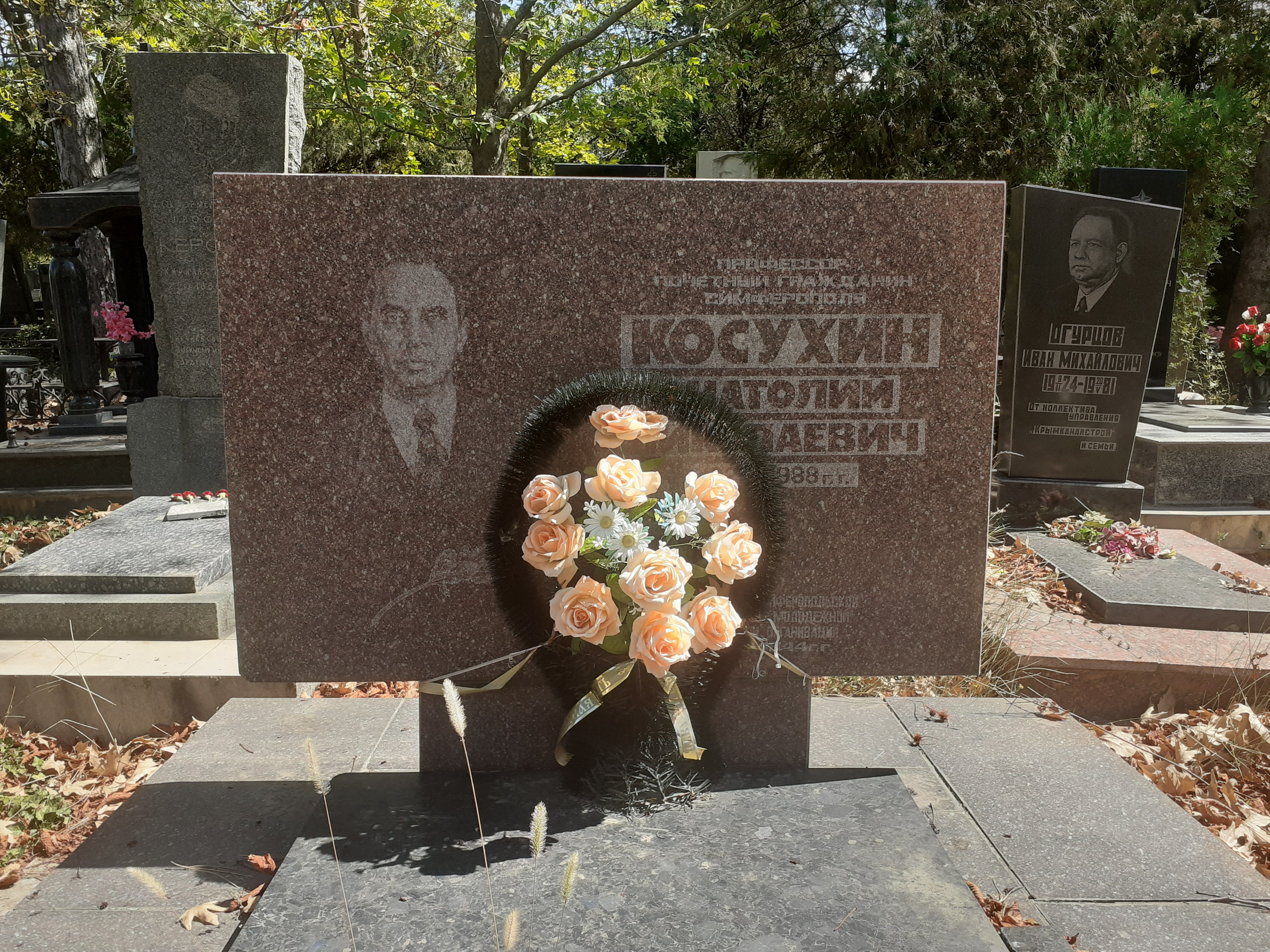
Могила А. Н. Косухина на кладбище Абдал-1 в Симферополе. Фото А. Трифонова

К 1974 году контингент студентов ВУЗа составлял до 9000 человек. Ректор добился выделения жилья для профессорско-преподавательского состава, начал строительство студенческих общежитий, второго учебного корпуса. Под его руководством был создан учебный телецентр и начались передачи для студентов-заочников. Студенческий научный центр принимал участие в разработке научных задач, связанных с разведкой и освоением нефтяных и газовых месторождений Тюменской области и был удостоен высокой награды — стал лауреатом премии имени Ленинского комсомола.
В 1970 году Анатолий Николаевич стал профессором. С 1973 года — профессор Московского института нефтехимической и газовой промышленности им. И. М. Губкина, затем на должности директора НИФИЭСУ Миннефтегазстроя. Возглавлял Главное управление по использованию технических средств обучения Министерства высшего и среднего специального образования СССР.
А. Н. Косухин являлся членом Тюменского областного комитета КПСС, членом президиума научно-технического и научно-методического советов нефтяных вузов СССР.
Умер в Симферополе 16 ноября 1988 года. Похоронен на городском кладбище Абдал-1, квартал № 14.

## Научные труды
Автор свыше 25 научных трудов и публикаций. Научные исследования связаны с применением классических вычислительных методов строительной механики. Избранные статьи:
- Косухин А. Н. «Расчет овальной цилиндрической оболочки как системы сочленённых пластин» (Труды УПИ, 1959);
- Косухин А. Н. «К вопросу об определении несущей способности тонкостенной цилиндрической оболочки поперечного сечения при статической нагрузке». — Труды УПИ, 1959;
- Косухин А. Н. «Таблицы упругих реакций краёв круговых цилиндрических пластин средней приведённой длины» (труды УПИ, 1961);
- Косухин А. Н. «К вопросу о расчёте тонкостенных пространственных конструкций как систем сочленённых пластин». Тр. конф. по теории пластин и оболочек (Казань, 1961);
- Косухин А. Н., Сысоев Ю. Г. «Определение коэффициентов разрешающих уравнений к вопросу расчета пластин вариационным методом В. В. Власова» (труды ТюмИИ, 1967);
- Косухин А. Н., Сысоев Ю. Г. «Расчет пластинчатых систем методом перемещений» (Труды ТюмИИ, 1969);
- Косухин А. Н., Дучерюк В. И. «Расчет пластинчатых систем на упругом основании» (труды ТюмИИ, 1969);
- Косухин А. Н., Баклицкий В. Ф. «К расчету пластин методом перемещений при продольно-поперечном изгибе» (труды ТюмИИ, 1974);
- Косухин А. Н., Сысоев Ю. Г. «О численном интегрировании вариационных уравнений Власова-Канторовича в задаче изгиба пластин» (труды ТюмИИ, 1974).

## Награды
В 1944 году представлялся к званию Героя Советского Союза, однако указ не был подписан. Награждён медалью «За победу над Германией в Великой Отечественной войне 1941—1945 гг.», орденом Отечественной войны II степени. Награждён орденом Ленина (1965), за научную, организаторскую и руководящую деятельность орденом Трудового Красного Знамени (1976).
Решением 11-й сессии Симферопольского городского совета XVIII созыва от 02.06.1984 за активное участие в движении партизан и подпольщиков в Крыму в годы Великой Отечественной войны, мужество и героизм, проявленные при освобождении города Симферополя от фашистских захватчиков А. Н. Косухину было присвоено звание Почётного граждана Симферополя.

## Память
- Именем А. Н. Косухина названа улица в Киевском районе города Симферополя.[10]
- Именем А. Н. Косухина назван бульвар в Тюмени в жилом микрорайоне «Восточный-2»[11].
- В память об А. Н. Косухине на фасаде здания главного здания Тюменского Индустриального университета 9 мая 2006 года была размещена мемориальная доска.
- В 2016 году в Тюменской области, в Уватском районе «РН-Уватнефтегазом» введено в строй Косухинское нефтяное месторождение[1].